# Honnerlag (Familie)

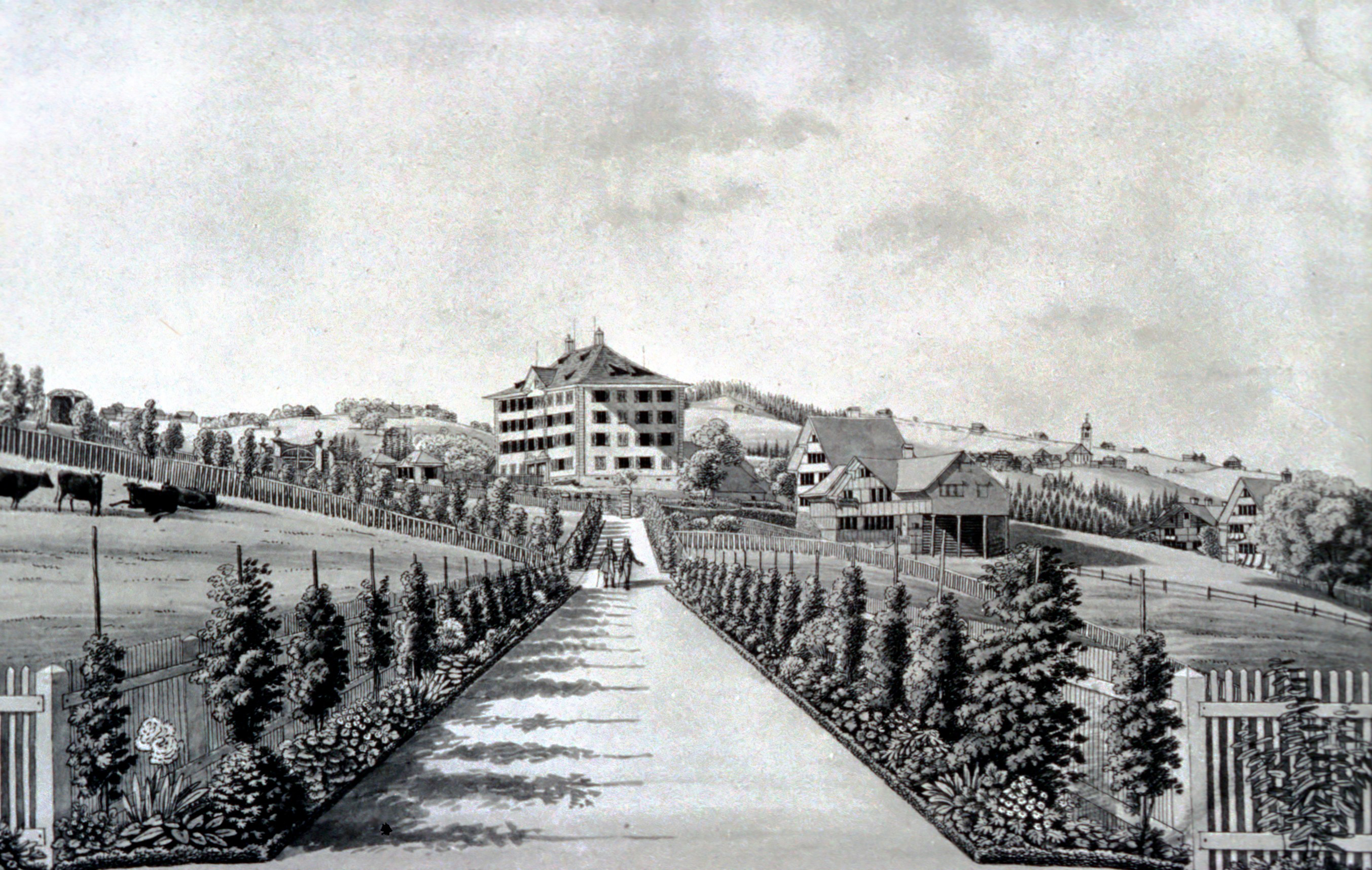
Honnerlagscher Doppelpalast Trogen (Ansicht ca. 1830)

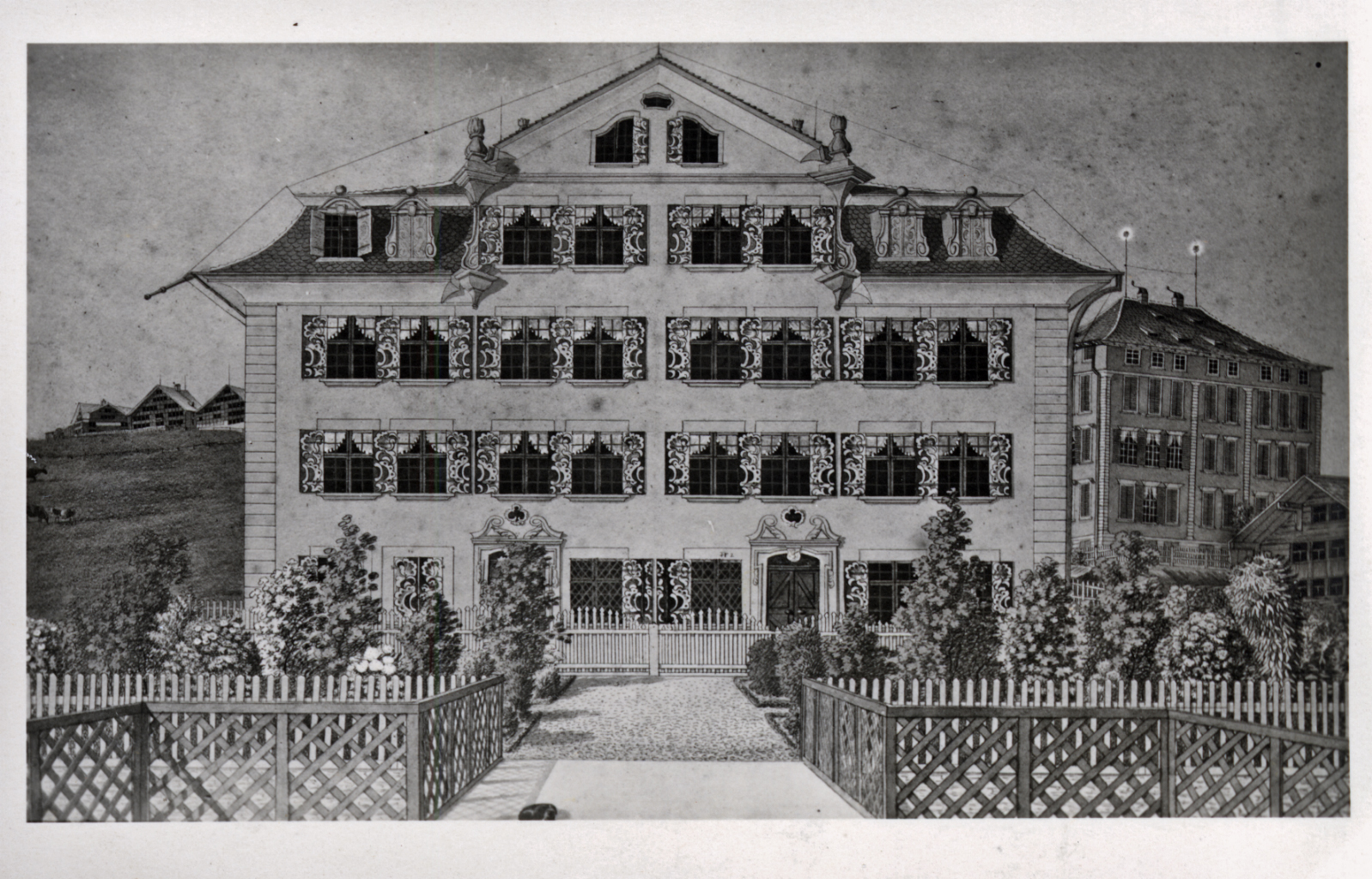
Sonnenhof Trogen

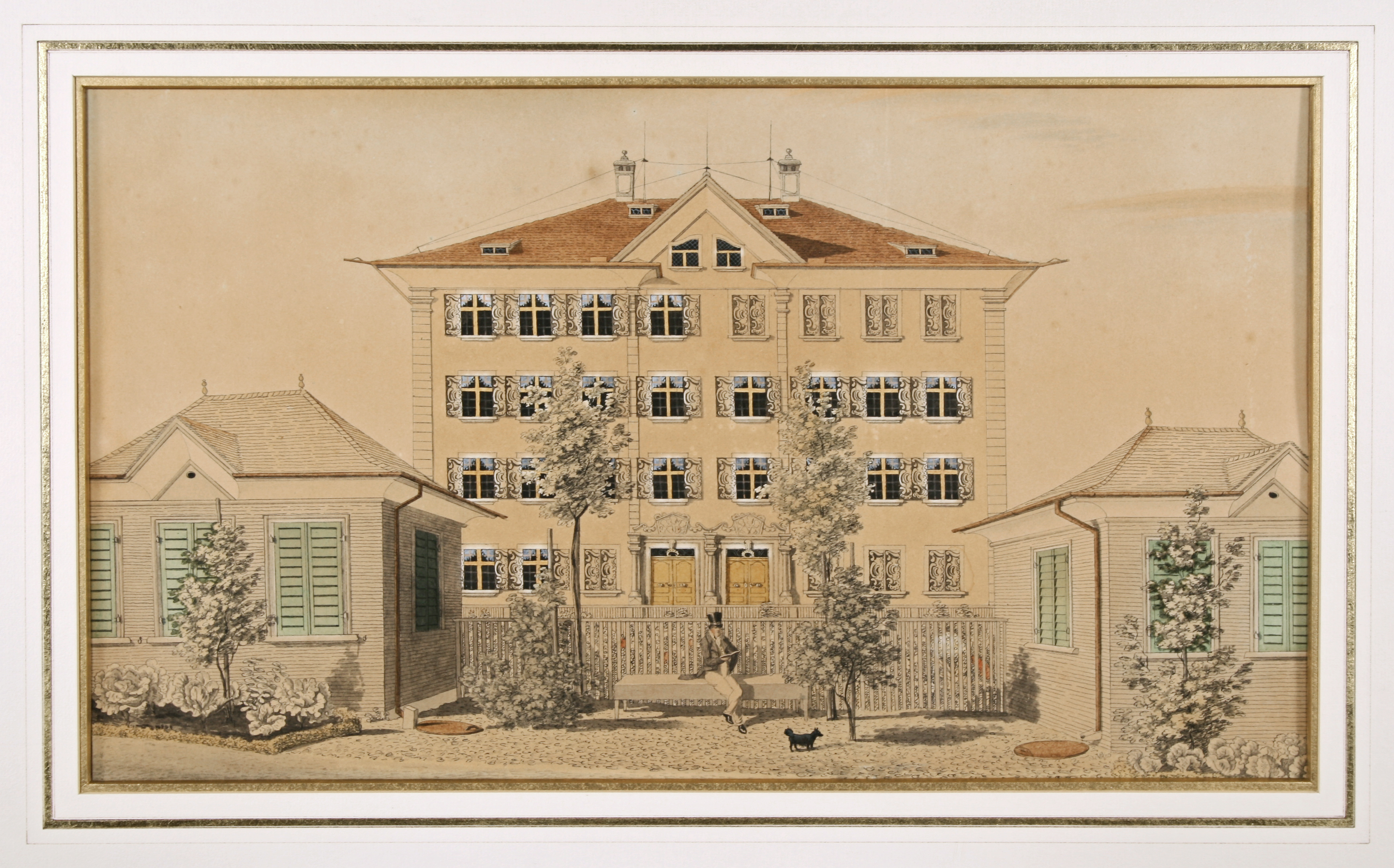
Ansicht des Honnerlagschen Doppelpalastes in Trogen (1800)

Die Honnerlag waren eine ursprünglich aus der deutschen Grafschaft Lippe-Detmold stammende Arzt- und Kaufmannsfamilie, von der sich ein Zweig im 17. Jahrhundert in Trogen niederliess. Zwischen 1671 und 1839 belegten die mit der Textilhandelsfamilie Zellweger verschwägerten Familienmitglieder wichtige politische und wirtschaftliche Posten.

## Geschichte
Der Name «Honerlage» wird erstmals 1223 in einer Urkunde im Archiv zu Gosslar (heute Goslar) erwähnt, jedoch ist es unklar, ob es eine Verbindung zu der hier beschriebenen Familie Honnerlag gibt. In der Grafschaft Lippe kamen unter anderem die verwandten Namen Honerla, Honderlage, Honnerlage, Honderlag und Hunerla vor. Die Familie Honnerlag kam durch ihren Stammvater der Familie Barthold Honnerlag (1645–1713) in die Schweiz. Honnerlags Eltern waren Franz Honerlage und Ilsabein Schwabedissen. Als Sohn einer Bauernfamilie zog Barthold Honnerlag von seinem Wohnort, der Bauerschaft Hovedissen, nach St. Gallen, um dort seinen Beruf als Bader und Chirurg auszuüben. Dort lernte er seine Frau Dorothea Egger (1646–1711) kennen, mit der er sich 1671 in Trogen niederliess. Gleichzeitig begann er, dort als Arzt zu arbeiten. Honnerlag erwarb im Jahre 1679 das Landrecht von Trogen.
Die Familie Honnerlag brachte innerhalb von fünf Generationen fünf Chirurgen, zwei Ärzte (Dr. med.), mehrere Kaufleute sowie einige Gemeinde- und Landesbeamte hervor.
Sie waren mit der im Dorf Trogen sesshaften Familie Zellweger verwandtschaftlich verbunden und führten mit ihnen enge geschäftliche Beziehungen. Die stärkste Generation war die vierte, unter anderem mit den Kaufleuten Sebastian (1735–1801), Johann Conrad (1738–1818) und Johann Georg Honnerlag (1743–1820) und mit Bartholome Honnerlag (1740–1815) als Arzt. Sie wirkten in den Zellwegerschen Firmen in Lyon, Barcelona und Genua als Mitbegründer, Geschäftsführer und Teilhaber mit.
Parallel zum Bau der Zellwegerschen Steinpaläste in Trogen erbaute die Familie mehrere Häuser und prägte damit das Dorfbild. 1761 wurde ein Steinhaus namens «Sonnenhof» für Bartholome Honnerlag (1740–1815) errichtet, ein Werk des Baumeisters Johannes Grubenmann aus Teufen. Letzterer erbaute 1763 auch einen Doppelpalast für Bartholomes Brüder Sebastian (1735–1801) und Johann Conrad Honnerlag (1738–1818).
Sebastian Honnerlag (1735–1801) war Bauherr der Gemeinde Trogen während des Baus der Kirche Trogen. Johann Conrad Honnerlag (1777–1838), Sohn von Johann Conrad (1738–1818), ein Familienmitglied der fünften Generation, war für Trogen bedeutend. Der Kunst- und Literaturliebhaber gehörte gemeinsam mit Johann Caspar Zellweger und Dekan Johann Jakob Frei zu den Initiatoren der Bibliothek Trogen und der Kantonsschule.
Das letzte männliche Familienmitglied der Honnerlag verstarb im Jahr 1839.

## Wappen

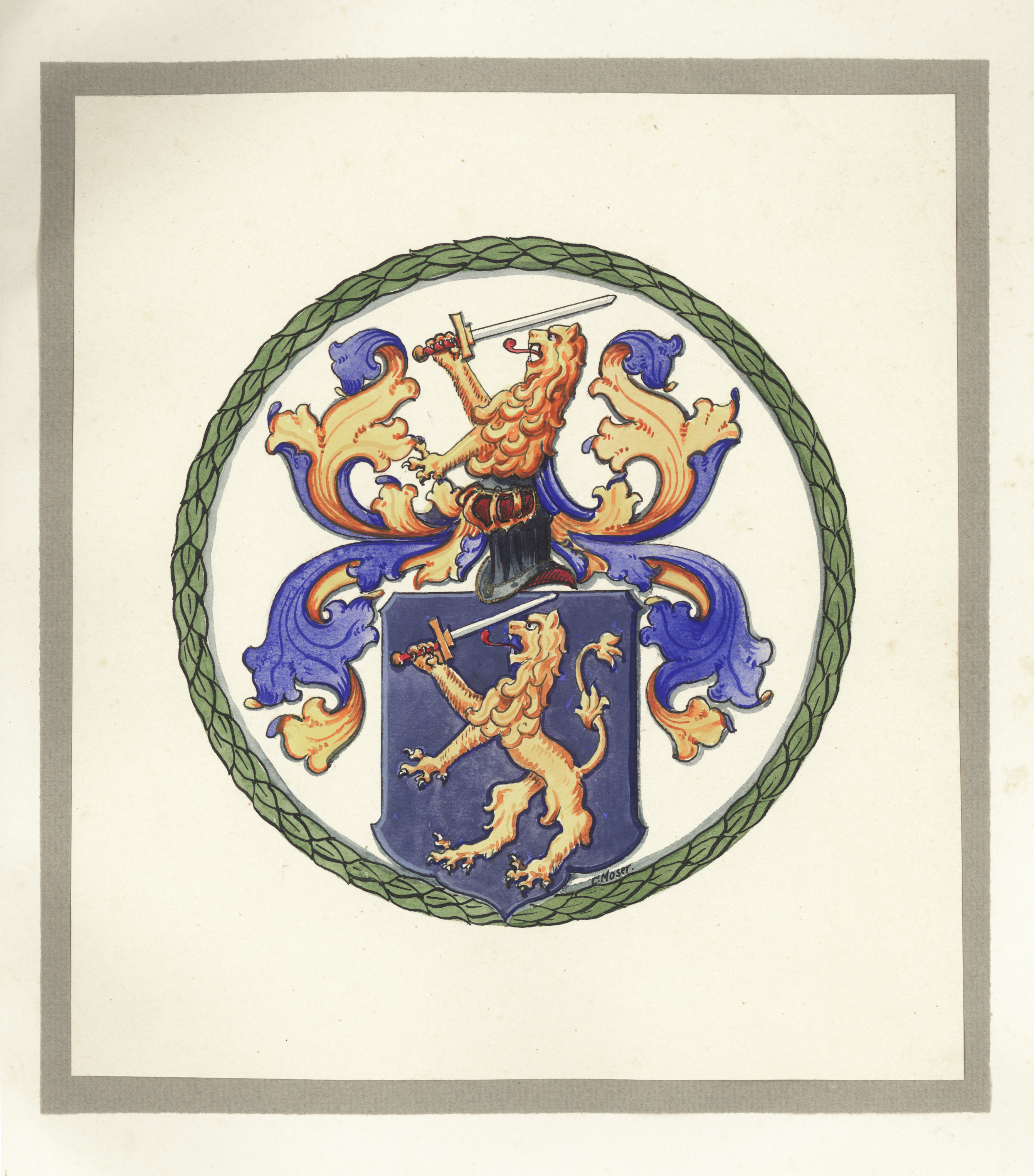
Familienwappen Honnerlag

Das Familienwappen zeigt einen aufrecht gehenden Löwen mit einem silbernen Schwert auf blauem Grund. Anstelle des Schwertes ist manchmal auch ein Kupferkessel abgebildet.

## Stammbaum

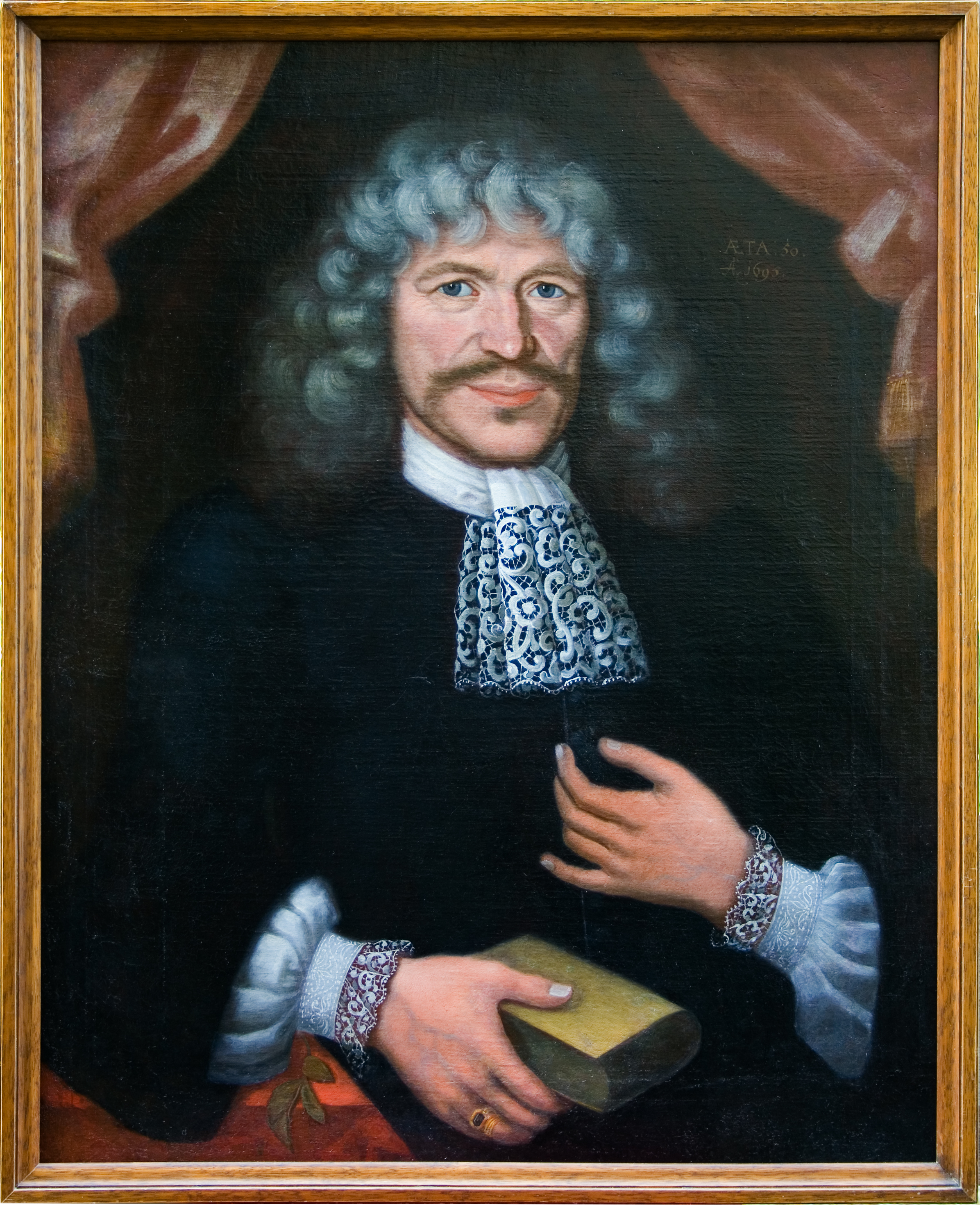
Barthold Honnerlag-Egger

Folgend der Stammbaum der Familie Honnerlag in Form einer Nachkommenliste. Er beginnt mit dem aus Deutschland eingewanderten Barthold Honnerlag in erster Generation und reicht bis zur fünften Generation.
1. Barthold Honnerlag (ca. 1645–1713), Chirurg und Bader ⚭ 1671 Dorothea Egger (1646–1711) von St.Gallen
2. Elisabeth Honnerlag (1672–1742) ⚭ 1695 Landmajor Adrian Zellweger (1670–1740) von Gais AR
2. Sebastian Honnerlag (1673–1739), Chirurg und Bader ⚭ 1697 Judith Schiess (1665–1735) von Herisau
3. Bartholome Honnerlag (1699–1774) ⚭ 1. Ehe 1725 Catherine Zellweger (1701–1733), ⚭ 2. Ehe 1734 Maria Elisabetha Walser (1706–1770) von Wald AR
4. Anna Juditha Honnerlag (1726–1728), Tochter aus 1. Ehe
4. Sebastian Honnerlag (1727–1730), Sohn aus 1. Ehe
4. Barbel Honnerlag (1728–1790), Tochter aus 1. Ehe, ⚭ 1750 Johann Jacob Zähner (1715–54)
4. Anna Judith Honnerlag (1731–?), Tochter aus 1. Ehe, E
4. Sebastian Honnerlag (1735–1801) Sohn aus 2. Ehe, Kaufmann ⚭ 1. Ehe 1765 Maria Elisabeth Zellweger (1745–77), ⚭ 2. Ehe 1780 Dorothea Sulser (1762–84), ⚭ 3. Ehe 1787 Anna Nänni (1760–97)
5. Conrad Honnerlag (1766–67), Sohn aus 1. Ehe
5. Maria Elisabeth Honnerlag (1768–1817), Tochter aus 1. Ehe, ⚭ 1800 J.J.Ritz, Dr.med, Appellationsrat in Berneck
5. Bartholome Honnerlag (1769–1772), Sohn aus 1. Ehe,
5. Johannes Bartholome Honnerlag (1772–1829), Sohn aus 1. Ehe, ⚭ 1799 Magdalena Honnerlag (1777–1843) (s. unten)
5. Anna Honnerlag (1781–1796), Tochter aus 2. Ehe
5. Jacob Honnerlag (1784–1790), Sohn aus 2. Ehe
5. Sebastian Honnerlag (1788–1791), Sohn aus 3. Ehe,
5. Johannes Honnerlag (1792–1831), Sohn aus 3. Ehe, Landschaftsmaler
5. Anna Catharina Honnerlag (1793–?), Tochter aus 3. Ehe, ⚭ 1821 Johannes Ramsauer (1796–1833) von Herisau
4. Johann Conrad Honnerlag (1738–1818), Sohn aus 2. Ehe, Kaufmann in Lyon, ⚭ 1770 Anna Zellweger (1734–1792)
5. Maria Elisabeth Honnerlag (1771–1776)
5. Johann Bartholome Honnerlag (1774–1775)
5. Johann Conrad Honnerlag (1777–1838), Oberst, Kunstfreund und Wohltäter in Lyon und Trogen
4. Bartholome Honnerlag (1740–1815), Sohn aus 2. Ehe, Arzt, ⚭ 1765 Rosina Zellweger (1746–1828)
5. Maria Elisabeth Honnerlag (1767–1831), ⚭ 1792 Hans Jakob Zuberbühler (1767–1847), Pfarrer von Waldstatt in Speicher AR
5. Bartholome Honnerlag Cpt.Lt.(1769–1829), ⚭ 1794 Anna Barbara Messmer (1764–1835) von Rheineck SG
5. Hans Conrad Honnerlag, Arzt (1772–1839), ⚭ 1799 Susanna Tobler (1779–1839) von Zürich
5. Sebastian Honnerlag (1774–1775)
5. Maria Magdalena Honnerlag (1777–1843), ⚭ 1799 Johannes Bartholome Honnerlag (1772–1829) (s. oben)
4. Johann Georg Honnerlag (1743–1820), Sohn aus 2. Ehe, Kaufmann in Genua, ⚭ 1782 Anna Ursula Schiess (1766–1831) von Herisau AR
5. Anna Ursula Honnerlag (1784–1855), ⚭ 1803 Henri Fierz (1776–1826) von Herrliberg ZH, Kfm. in Genua
5. Maria Elisabeth Honnerlag (1786–1874) in Genua
5. Johannes Honnerlag (1789–1830), gest. in Havanna, Kuba
5. Georg Honnerlag (1793–1795)
5. Georg Honnerlag (1796–1823), gest. in Odessa, Ukraine
5. Rosina Honnerlag (1798–1874), ⚭ Louis Emanuel Peytrignet von Yverdon VD
4. Gabriel Honnerlag (1745–1746), Sohn aus 2. Ehe
4. Maria Magdalena Honnerlag (1747–1777), Tochter aus 2. Ehe, ⚭ Hans Conrad Schläpfer
4. Anna Judith Honnerlag (1750–1821), Tochter aus 2. Ehe, ⚭ 1771 Hans Jacob Zellweger (1747–1806)
4. Anna Honnerlag (1753–1816), Tochter aus 2. Ehe, ⚭ 1778 Ulrich Schläpfer (1754–1809) von Speicher AR
2. Anna Maria Honnerlag (1676–1686)
2. Bartholome Honnerlag (1679–1749), gest. in Tournay, F, wird wegen zweiter Ehe verschwiegen ⚭ 1 Ehe 1704 Barbara Tobler (1684–1713) von Heiden AR, ⚭ 2. Ehe 1713 Weibratha Allgöwer (1685– nach 1725) von St.Gallen
3. Bartholome Honnerlag (1720–1749), Sohn aus der 2. Ehe, Chirurg ⚭ 1743 Martha Mühlschlegel von Thal SG
3. Sebastian Honnerlag (1725–1725), Sohn aus der 2. Ehe
2. Dorothea Honnerlag (1684–1744), ⚭ 1704 Hermann Tobler (1680–1733) von Heiden
2. Anna Maria Honnerlag (1686–1746), ⚭ 1710 Michel Hausammann von Altnau TG
2. Friedrich Heinrich Honnerlag (1687–?)